# Adalberto García
Adalberto García, född 31 augusti 1967, är en friidrottare från Brasilien. Han deltog vid olympiska sommarspelen 1996.